# Rudolf Reiff
Rudolf Reiff, geboren als Rudolf Otto Curt Reif (* 9. November 1901 in Leipzig; † April 1961) war ein deutscher Schauspieler.

## Theater
Der Zimmermannssohn Reiff, zumeist Reif geschrieben, erhielt seine Ausbildung bei Otto Stoeckel an der Theaterschule des Leipziger Schauspielhauses und trat 1921 sein erstes Engagement in Flensburg an. Es folgten bis 1945 Verpflichtungen an Spielstätten in Hannover, Breslau, Wiesbaden und zuletzt nach Prag, wo er bis zur Schließung aller Bühnen 1944 am Deutschen Theater tätig gewesen war. Nach dem Krieg setzte er seine Laufbahn am Staatstheater Oldenburg, den Städtischen Bühnen Frankfurt sowie den Münchner Spielstätten Kammerspiele und Residenz-Theater fort.
Zu Reiffs bekanntesten Rollen zählen der Brigadegeneral Ezra Mannon in Eugene O’Neills Trauer muß Elektra tragen und der Lennie in John Steinbecks Von Mäusen und Menschen – beide Rollen jeweils in der deutschen Erstaufführung – sowie der Heinrich VIII. in Die sechste Frau, der Thoas in Iphigenie auf Tauris, der César in Der goldene Anker und der Junker Tobias Rülp (im Original: Sir Toby Belch) in William Shakespeares Was ihr wollt.

## Film, Funk, Fernsehen
Seit der Spätphase des Zweiten Weltkriegs gewann auch der Kinofilm Bedeutung in Rudolf Reiffs beruflicher Laufbahn. Bis Mitte der 50er Jahre übernahm Reiff dort eine Fülle von Charakterchargen, ohne damit größere Aufmerksamkeit zu erlangen. Seine Karriere klang Ende desselben Jahrzehnts aus mit einigen Angeboten vom Fernsehen. Zuletzt lebte der Künstler in Grünwald bei München.
Reiff hat auch für den Rundfunk gearbeitet (General Harras in einer Hörspielfassung von Carl Zuckmayers Drama Des Teufels General) und wurde bei zahlreichen Filmen als deutsche Synchronstimme eingesetzt.

## Filmografie (Auswahl)
- 1943: Tonelli
- 1943/45: Freunde
- 1944: Bravo, kleiner Thomas
- 1944/48: Frech und verliebt
- 1944/49: Das Gesetz der Liebe
- 1948: Schuld allein ist der Wein
- 1949: Der große Mandarin
- 1949: Verspieltes Leben
- 1949: Begegnung mit Werther
- 1949: Frauenarzt Dr. Prätorius
- 1950: Zwei in einem Anzug
- 1950: Aufruhr im Paradies
- 1950: Die tödlichen Träume
- 1951: Das späte Mädchen
- 1951: Das Haus in Montevideo
- 1952: Die große Versuchung
- 1953: Musik bei Nacht
- 1953: Der Vogelhändler
- 1953: Moselfahrt aus Liebeskummer
- 1953: Der unsterbliche Lump
- 1954: Die Sonne von St. Moritz
- 1954: Morgengrauen
- 1955: Ich weiß, wofür ich lebe
- 1956: Heinzelmännchen
- 1958: Moral (TV)
- 1959: Straße der Gerechten (TV)
- 1959: Eine Dummheit macht auch der Gescheiteste (TV)